# Billy Carroll
William Allan „Billy“ Carroll (* 19. Januar 1959 in Toronto, Ontario) ist ein ehemaliger kanadischer Eishockeyspieler. Der Center bestritt zwischen 1981 und 1987 über 300 Spiele für die New York Islanders, Edmonton Oilers und Detroit Red Wings in der National Hockey League. Dabei gewann er insgesamt vier Mal den Stanley Cup, von 1981 bis 1983 mit den Islanders sowie einen weiteren im Jahre 1985 mit den Oilers.

## Karriere
Billy Carroll wurde in Toronto geboren und spielte dort in seiner Jugend unter anderem für die St. Michael’s Buzzers. Zur Saison 1976/77 wechselte er zu den London Knights in die Ontario Major Junior Hockey League (OMJHL), die höchste Juniorenliga seiner Heimatprovinz. Bei den Knights etablierte sich der Center als regelmäßiger Scorer, so verzeichnete er in zwei seiner drei Spielzeiten mehr als einen Punkt pro Spiel. In der Saison 1978/79 verzeichnete er 85 Scorerpunkte in 63 Spielen, wurde infolgedessen ins OMJHL Second All-Star Team berufen und anschließend im NHL Entry Draft 1979 an 38. Position von den New York Islanders ausgewählt.
Ab 1979 war Carroll in der Organisation der Islanders aktiv, wurde jedoch vorerst bei deren Farmteam, den Indianapolis Checkers, in der Central Hockey League eingesetzt. Nachdem seine Leistungen auch dort überzeugt hatten, debütierte er im Februar 1981 für New York in der National Hockey League (NHL), wobei er sich in der Folge einen Stammplatz erspielte. Die Islanders stellten zu diesem Zeitpunkt das Maß der Dinge in der NHL dar, so verteidigten sie in den Playoffs 1981 ihren Titel, während Carroll seinen ersten Stanley Cup gewann. Diesem sollten in den Jahren 1982 und 1983 zwei weitere Erfolge folgen, wobei der Kanadier in der Saison 1981/82 mit 29 Scorerpunkten seinen Karriere-Bestwert in der NHL erreichte. Nachdem die Islanders im Finale der Playoffs 1984 den Edmonton Oilers unterlagen und somit den fünften Stanley Cup in Folge verpassten, endete seine Zeit in New York, da das Team ihn im NHL Waiver Draft ungeschützt ließ.
Im Rahmen des Waiver Drafts wurde Carroll im Oktober 1984 von den Edmonton Oilers ausgewählt, sodass er abermals von einem amtierenden Stanley-Cup-Sieger verpflichtet wurde. In der Folge gelang es dem Angreifer auch mit den Oilers, den Titel zu verteidigen, sodass er im Rahmen der Playoffs 1985 seinen vierten und zugleich letzten Stanley Cup errang. Mit Beginn der Spielzeit 1985/86 verlor er seinen Stammplatz in Edmonton, sodass er fortan beim Farmteam, den Nova Scotia Oilers, in der American Hockey League eingesetzt wurde, bevor ihn die Oilers im Dezember 1985 im Tausch für Bruce Eakin zu den Detroit Red Wings transferierten.
Bei den Red Wings bestritt Carroll seine letzten knapp eineinhalb Jahre in der NHL, bevor er seine aktive Karriere nach der Saison 1986/87 beendete. Insgesamt hatte der Mittelstürmer 393 NHL-Spiele absolviert und dabei 102 Scorerpunkte verzeichnet.

## Erfolge und Auszeichnungen
- 1979 OMJHL Second All-Star Team
- 1981 Stanley-Cup-Gewinn mit den New York Islanders
- 1982 Stanley-Cup-Gewinn mit den New York Islanders
- 1983 Stanley-Cup-Gewinn mit den New York Islanders
- 1985 Stanley-Cup-Gewinn mit den Edmonton Oilers

## Karrierestatistik
(Legende zur Spielerstatistik: Sp oder GP = absolvierte Spiele; T oder G = erzielte Tore; V oder A = erzielte Assists; Pkt oder Pts = erzielte Scorerpunkte; SM oder PIM = erhaltene Strafminuten; +/− = Plus/Minus-Bilanz; PP = erzielte Überzahltore; SH = erzielte Unterzahltore; GW = erzielte Siegtore; 1 Play-downs/Relegation; Kursiv: Statistik nicht vollständig)

## Persönliches
Sein Neffe Boone Jenner schaffte als Eishockeyspieler ebenfalls den Sprung in die NHL.